# Мистер Бейтс против почты
Мистер Бейтс против Почты (англ. Mr Bates vs The Post Office) — это британский четырёхсерийный сериал, созданный сценаристкой Гвинет Хьюз и режиссёром Джеймсом Стронгом. Сериал рассказывает об обстоятельствах скандала в британской почтовой службе, связанном с серией судебных ошибок и преследованием британских почтмейстеров, из-за неисправной бухгалтерской компьютерной системы Horizon (производства компании Fujitsu). Главную роль в сериале исполнил Тоби Джонс. Премьера сериала состоялась 1 января 2024 года, а его трансляция привела к широкому общественному и политическому резонансу.

## Сюжет
Алан Бейтс, немолодой субпочтмейстер, владелец франшизы Королевской почты Великобритании, сталкивается с корпоративным преследованием за недостачу денежных средств в его отделении. Однако принципиальный Бейтс уверен, что недостача — результат ошибки в компьютерной программе учёта, и отказывается подписывать неверные акты о расходе средств. Из-за условий договора франшизы он теряет свой бизнес и выплачивает штраф из личных средств. Вскоре он узнает, что пострадавшими в аналогичной ситуации оказались сотни субпочтмейстеров по всей Великобритании и берётся за организацию общественного движения, которое отстаивает права пострадавших. Состязание группы граждан с государственно-капиталистической корпорацией растягивается на долгие годы.

## История создания

### Почтовый скандал
События и последовавший за ними многолетний судебный процесс получили название «Почтовый скандал» (англ. British Post Office scandal). В период с 1999 по 2015 год в Великобритании были привлечены к ответственности больше 1000 субпочмейстеров, т.е. владельцев франшизы Королевской почты. Как выяснилось в итоге, все эти обвинения, связанные с несходящимся балансом в бухгалтерской отчётности, были связаны с ошибками в программном обеспечении Horizon, которое предоставлялось почтой. Разбирательство осложняли несколько важных факторов, а именно то, что Королевская почта, являясь, номинально, частью государственной инфраструктуры, по факту, много лет является коммерческой корпорацией, при этом, имеет довольно обширные возможности для своей деятельности, в частности, право самостоятельного проведения расследования и подачи иска уголовного процесса в Королевский суд. Выдвинутые обвинения и приговоры, буквально, разрушили жизнь людей, в связи с тем, что в небольших населённых пунктах Великобритании, почтовое отделение является значимым социальным институтом. Почтмейстеры знают лично большинство жителей, взаимодействуют с ними на ежедневной основе и пользуются общественным уважением. Данный эмоциональный аспект сыграл значительную проблематичную роль во всей истории, а четверо осуждённых, в связи с комплексом эмоциональных переживаний, в том числе из-за социального осуждения, покончили жизнь самоубийством.
В 2000 году почтмейстер Крейг-и-Дона Алан Бейтс впервые сообщил о возможной проблеме с почтовой бухгалтерско-учётной системой Horizon представителям Королевской почты. Однако ему было отвечено, что его проблема уникальная, и отрицательный баланс отделения, судя по всему, имеет иную природу. Бейтс, в свою очередь, принципиально отказывался подписывать бухгалтерскую отчётность с неверным балансом.
В 2003 году Королевская почта расторгла договор с Бейтсом (впоследствии, после анализа текста договоров с субпочтмейстерами, было установлено, что они составлены таким образом, что допускают злоупотребления со стороны Королевской почты). В 2004 году Бейтс публично осветил проблемы с программой Horizon для статья в журнале Computer Weekly, а с 2009 года возглавил общественное движение, объединившее субпочтмейстеров, пострадавших от незаслуженных обвинений.
Разбирательство и судебный процесс, инспирированный деятельностью Бейтса, начался в сентябре 2009 года и, по состоянию на 2024 год, продолжалось, несмотря на ряд значительных и принципиальных судебных побед, достигнутых пострадавшими. В результате судебного разбирательства были выявлены недостатки и злоупотребления процессуальными полномочиями со стороны Королевской почты, а также подлог и уничтожение улик-документов и лжесвидетельствование в суде.

### Сериал
Сценарий был написан Гвинет Хьюз, снят режиссёром Джеймсом Стронгом и спродюсирован Крисом Клафом для компаний Little Gem и ITV Studios. Съёмки начались в мае 2023 года и проходили в 2023 году в Лландидно, Конуи и Татсфилде. Один из продюсеров сериала заявил, что руководство почтовой службы просило изменить сценарий, после ознакомления с ним. Бывший члена Комитета по отбору предпринимателей Назими Захави исполнил камео, в роли самого себя. Премьера сериала состоялась на ITV с 1 по 4 января 2024 года, после чего он был сразу выпущен на стриминг-сервисе телекомпании ITVX.

#### Документальный эпизод
Вслед за показом сериала, 4 января 2024 года, компания ITV Studios выпустила отдельный документальный фильм «Мистер Бейтс против Почты: Реальная история» (англ. Mr Bates vs the Post Office: The Real Story). Он состоит из интервью с ключевыми фигурами «Почтового скандала», отрывков из сериала и архивных съёмок.

## В ролях
- Тоби Джонс — Алан Бейтс[англ.]
- Джули Хесмондхал[англ.] — Сюзанна Серкомб (гражданская жена Алана[15])
- Моника Долан — Джо Хэмилтон
- Алекс Дженнингс — Джеймс Арбетнот[англ.]
- Иэн Харт — Боб Рузерфорд
- Лиа Уильямс[англ.] — Пола Веннелис[англ.]
- Уилл Мэллор[англ.] — Ли Каслтон
- Эми Наттолл — Лиза Каслтон
- Крупа Паттани — Саман Каур
- Амит Шах — Джас Сингх
- Шон Дули — Майкл Радкин
- Лесли Никол — Пэм Стаббс
- Джон Холлингворт[англ.] — Джеймс Хартли
- Адам Джеймс[англ.] — Патрик Грин, QC
- Кэтрин Келли — Анджела ван Ден Богерд[16]
- Пип Торренс — судья Питер Фрейзер[англ.]
- Джеймс Ноти[англ.], в роли себя
- Назими Захави, в роли себя

## Список эпизодов
| № | Название    | Режиссёр      | Автор сценария | Дата премьеры | Зрители UK (млн) |
| - | ----------- | ------------- | -------------- | ------------- | ---------------- |
| 1 | «Episode 1» | Джеймс Стронг | Гвинет Хьюз    | 1 января 2024 | 9.20             |
| 2 | «Episode 2» | Джеймс Стронг | Гвинет Хьюз    | 2 января 2024 | 9.48             |
| 3 | «Episode 3» | Джеймс Стронг | Гвинет Хьюз    | 3 января 2024 | 9.99             |
| 4 | «Episode 4» | Джеймс Стронг | Гвинет Хьюз    | 4 января 2024 | 10.31            |

## Реакция
Ещё до выхода, сериалу пророчили повышенный интерес. Сразу после выхода он был положительно оценен многими критиками ведущих британских СМИ.
Выход сериала «Мистер Бейтс против почты» в январе 2024 года актуализировал интерес к «почтовому скандалу» и интенсифицировал связанный с ним судебный процесс. В частности, на волне интереса к сериалу, была создана петиция, призывающая лишить Полу Веннелис, многолетнюю руководительницу Post Office Limited, Ордена Британской империи, которым она была награждена в 2019 году, с формулировкой «за службу Почтовой службе и благотворительность». Петиция вскоре набрала больше 1,2 млн подписей, и уже 8 января 2024 года премьер-министр Риши Сунак, через своего пресс-секретаря, заявил, что поддержал бы такое решение. На следующий день, 9 января 2024 года, Веннелис заявила, что возвращает свою награду. Однако данный жест являлся исключительно символическим, т.к. лишить данной награды и связанного с ней статуса можно только с одобрения правящего монарха. Что и было сделано 23 февраля 2024 года Карлом III, с формулировкой «за дискредитацию системы почёта».
10 января 2024 года премьер-министра Великобритании Риши Сунак анонсировал разработку законодательных процедур и документов, которые позволят аннулировать все несправедливые приговоры, вынесенные почтмейстерам, в результате судебной ошибки. А также, анонсировал разработку мер поддержки и компенсаций пострадавшим. В тот же день министр почты Кевин Холлинрейк заявил, что в бюджете на компенсационные выплаты будет заложено 1 млрд фунтов стерлингов, однако, часть этой суммы будет взыскана с компании Fujitsu.
16 января 2024 года официальный представитель компании Fujitsu впервые произнёс слова извинения в адрес пострадавших, и пообещал, что компания окажет помощь с выплатой компенсаций. Вскоре свои извинения произнесли непосредственное руководство компании.
За неполный январь 2024 года сериал вошёл в лидеры по просмотрам, равно, как и стал одним из самых успешных произведений компании ITV Studios. Исполнитель главной роли Тоби Джонс заявил, что «очень гордится» влиянием, которое оказала драма, и добавил, что «в прошлом было много произведений, которые оказывали политическое влияние, но не так остро и непосредственно, как это», и что сериал «блестяще инсценировал [реальную историю], а тот факт, что о нём говорили в Парламенте в течение трех недель, абсолютно экстраординарный».